# Orgodolyn Üitümen
Orgodolyn Üitümen (en mongol: Оргодолын Үйтүмэн; Övörhangay, 29 de abril de 1989) es un luchador mongol de lucha libre. Participó en los Juegos Olímpicos de Londres 2012 consiguiendo un 14.º puesto en la categoría de 84 kg. Compitió en tres campeonatos mundiales. Consiguió un octavo lugar en 2013 y 2015. Ganó dos medallas en Campeonatos Asiáticos, de plata en 2016. Representó a su país en la Copa del Mundo, en 2014 clasificándose en la quinta posición. Primero en Campeonato Mundial Militar de 2014 y tercero en Juegos Militares de 2015.